# Cour d'appel de la Nouvelle-Écosse
La Cour d'appel de la Nouvelle-Écosse est le plus haut tribunal provincial de la province de la Nouvelle-Écosse au Canada.